# Liste der Listed Buildings auf South Uist
In dieser Liste sind sämtliche Baudenkmäler auf der schottischen Hebrideninsel South Uist zusammengefasst. Die Bauwerke sind anhand der Kriterien von Historic Scotland in die Kategorien A (nationale oder internationale Bedeutung), B (regionale oder mehr als lokale Bedeutung) und C (lokale Bedeutung) eingeordnet. Derzeit gibt es auf South Uist vier Denkmäler aus der Kategorie A, 20 aus der Kategorie B und sieben aus der Kategorie C.

## Denkmäler
| Name                                | Typ         | Lage                                              | Kategorie | Eintrag | Bild                           |
| ----------------------------------- | ----------- | ------------------------------------------------- | --------- | ------- | ------------------------------ |
| Ormiclate House                     | Bauernhaus  | Ormiclate 57° 15′ 37,5″ N, 7° 24′ 33,9″ W         | C         | 18738   | Ormiclate House                |
| Pollachar Inn                       | Hotel       | Pollachar 57° 6′ 18,8″ N, 7° 22′ 31,4″ W          | B         | 18739   | Pollachar Inn                  |
| 11 Rhughasinish                     | Wohngebäude | Rhughasinish 57° 23′ 8,2″ N, 7° 17′ 55,4″ W       | A         | 18740   | 11 Rhughasinish                |
| The Shieling by the Bay             | Wohngebäude | Rhughasinish 57° 22′ 49,4″ N, 7° 17′ 25,5″ W      | B         | 18741   | The Shieling by the Bay        |
| Postamt von South Lochboisdale      | Postamt     | South Lochboisdale 57° 8′ 12,5″ N, 7° 20′ 17,1″ W | B         | 18743   | Postamt von South Lochboisdale |
| Evat Cottage                        | Wohngebäude | South Lochboisdale 57° 8′ 8,7″ N, 7° 18′ 42,8″ W  | B         | 18744   | Evat Cottage                   |
| 472b South Lochboisdale             | Wohngebäude | South Lochboisdale 57° 8′ 4,5″ N, 7° 18′ 52,8″ W  | A         | 18745   | 472b South Lochboisdale        |
| 472a South Lochboisdale             | Wohngebäude | South Lochboisdale 57° 8′ 9,3″ N, 7° 18′ 55,8″ W  | A         | 18746   | 472a South Lochboisdale        |
| Stilligarry Cottage                 | Wohngebäude | Stilligarry 57° 19′ 23″ N, 7° 22′ 8,4″ W          | B         | 18748   | Stilligarry Cottage (links)    |
| Gärten von Kilbride House           | Gärten      | Kilbride 57° 6′ 12,7″ N, 7° 21′ 20,2″ W           | C         | 18750   | Gärten von Kilbride House      |
| Bornish House                       | Bauernhaus  | Bornish 57° 14′ 38,9″ N, 7° 24′ 45,7″ W           | C         | 18761   |                                |
| 99 Carnan                           | Wohngebäude | Carnan 57° 24′ 4,2″ N, 7° 20′ 44,6″ W             | B         | 18762   | 99 Carnan                      |
| Daliburgh Church                    | Kirche      | Daliburgh 57° 10′ 5,1″ N, 7° 22′ 20,9″ W          | B         | 18763   | Daliburgh Church               |
| St Peter’s Church                   | Kirche      | Daliburgh 57° 9′ 53,2″ N, 7° 23′ 12,3″ W          | C         | 18764   | St Peter’s Church              |
| Drimore Farm                        | Bauernhof   | Drimore 57° 20′ 16,2″ N, 7° 22′ 24,5″ W           | B         | 18766   | Drimore Farm                   |
| Corrodale Cottage                   | Wohngebäude | Bualadubh 57° 23′ 31,1″ N, 7° 21′ 23″ W           | B         | 18768   |                                |
| Cuir na Bhoir                       | Wohngebäude | Balgarva 57° 23′ 46,6″ N, 7° 22′ 54,1″ W          | B         | 18769   | Cuir na Bhoir                  |
| Howmore Parish Church               | Kirche      | Howmore 57° 18′ 9,6″ N, 7° 23′ 15,3″ W            | B         | 18771   | Howmore Parish Church          |
| 153 Howmore                         | Wohngebäude | Howmore 57° 18′ 7,2″ N, 7° 23′ 2,1″ W             | B         | 18772   |                                |
| Friedhof von North Boisdale         | Friedhof    | North Boisdale 57° 7′ 52,1″ N, 7° 23′ 45,1″ W     | B         | 18774   | Friedhof von North Boisdale    |
| St Michael’s Church                 | Kirche      | Ardkenneth 57° 23′ 15,4″ N, 7° 23′ 47,5″ W        | B         | 18779   | St Michael’s Church            |
| Askernish House                     | Bauernhaus  | Askernish 57° 11′ 21,7″ N, 7° 24′ 21,6″ W         | B         | 18780   | Askernish House                |
| Mrs Johnstone’s Cottage             | Wohngebäude | Iochdar 57° 23′ 31,5″ N, 7° 20′ 53,2″ W           | A         | 19908   | Mrs Johnstone’s Cottage        |
| Lochboisdale School                 | Schule      | Lochboisdale 57° 9′ 31,8″ N, 7° 19′ 10,8″ W       | C         | 44722   | Lochboisdale School            |
| Iochdar Church                      | Kirche      | Iochdar 57° 23′ 32,8″ N, 7° 20′ 58,6″ W           | C         | 48278   |                                |
| Our Lady of the Isles               | Denkmal     | Drimore 57° 20′ 34″ N, 7° 21′ 39″ W               | B         | 50888   | Our Lady of the Isles          |
| Our Lady of Sorrows Church          | Kirche      | Garrynamonie 57° 7′ 28,4″ N, 7° 21′ 32,8″ W       | B         | 51401   | Our Lady of Sorrows Church     |
| Ronald’s Cottage                    | Wohngebäude | Rhughasinish 57° 22′ 59,1″ N, 7° 19′ 6,3″ W       | B         | 52487   |                                |
| 379 Garrynamonie                    | Wohngebäude | Garrynamonie 57° 7′ 22″ N, 7° 22′ 59,7″ W         | B         | 52489   |                                |
| Cottage von 472b South Lochboisdale | Wohngebäude | South Lochboisdale 57° 8′ 7,3″ N, 7° 18′ 56,8″ W  | C         | 52495   |                                |
| St Mary’s Church                    | Kirche      | Bornish 57° 14′ 27,5″ N, 7° 25′ 4,6″ W            | B         | 52573   | St Mary’s Church               |

- Karte mit allen Koordinaten:
- OSM |
- WikiMap